# Точка перебігу
В імперативному програмуванні точка перебігу (англ. sequence point) визначає будь-яку точку виконання програми, в якій гарантовано, що всі побічні ефекти попередніх обчислень вже виконані й жоден з побічних ефектів наступних обчислень ще не відбувся. Вони часто згадуються стосовно C і C++, бо результат деяких виразів залежить від послідовності виконання підвиразів. Додання однієї або більше точок перебігу це спосіб забезпечення послідовного результату, бо так обмежується можливий порядок обчислень.

## Приклади двозначності
Уявімо дві функції f() і g(). В C і C++, оператор + не пов'язується з точкою перебігу, отже в виразі f()+g() можливо, що або f(), або g() виконається першою Оператор кома вводить точку перебігу, звідси в коді f(),g() порядок обчислень: спочатку викликається f(), а тоді g().
Точки перебігу вступають в гру коли одна й та сама змінна змінюється більше одного разу в одному виразі. Часто згадуваний приклад це С-вираз i=i++. Кінцеве значення i неоднозначне, бо, залежно від порядку обчислення, інкремент може вібутися до, після або паралельно з присвоєнням. Певна мова може визначати один з можливих способів поведінки або сказати, що поведінка невизначена. В C і C++, обчислення таких виразів породжує невизначену поведінку. У долішній заувазі стандарт вказує приклади виразів, які викличуть двозначність:
```
i
 
=
 
++
i
 
+
 
1
;

a
[
i
++
]
 
=
 
i
;

```

а ці дозволені:
```
i
 
=
 
i
 
+
 
1
;

a
[
i
]
 
=
 
i
;

```

## Точки перебігу в C і C++
В C і C++, точки перебігу зустрічаються в таких місцях. (В C++, перевантаження операторів так само як і функції, отже перевантажені оператори вводять точки перебігу так само як і виклики функцій.)
1. Між обчисленням лівих і правих операндів && (логічний AND), || (логічний OR), і оператора кома. Наприклад, у виразі *p++ != 0 && *q++ != 0, всі побічні ефекти підвиразу *p++ != 0 завершуються до спроби доступу до q.
2. Між обчисленням першого операнда тримісного умовного оператора й другим або третім оператором. Наприклад, у виразі a = (*p++) ? (*p++) : 0 присутня точка перебігу між першим *p++, тобто значення буде збільшено до часу як другий операнд буде виконано.
3. Наприкінці повного виразу. Ця категорія охоплює вирази інструкції (такі як надавання значення a=b;), інструкції повернення, керувальні вирази if, switch, while або вирази do-while, і всі три вирази в коді виразу for.
4. Перед входом у викликану функцію. Порядок обчислення аргументів не визначається, але ця точка перебігу значить, що всі їхні побічні ефекти завершуються до входу в функцію. У виразі f(i++) + g(j++) + h(k++), f викликається із початковим значенням i, але i збільшується до входу в f. Схожим чином, j і k оновлюються перед входом у g і h відповідно. Однак, не вказано ні в якому порядку викликаються f(), g(), h(),  ні в якому порядку збільшуються i, j, k. Змінні j і k в тілі f можуть бути, а можуть не бути збільшеними. Зауважте, що виклик f(a,b,c) це не використання оператора коми і порядок обчислення a, b і c невизначений.
5. Коли відбувається повернення з функції, після того як значення до повернення копіюється в викликальний контекст. (Ця точка перебігу визначена лиш стандарті С++; вона тільки неявно присутня в C.[4])
6. По завершені ініціалізатора; наприклад, після завершення обчислення 5 в оголошенні int a = 5;.